# 格雷佐勒
格雷佐勒（法語：Grézolles，法語發音：[ɡʁezɔl]）是法国卢瓦尔省的一个市镇，位于该省中北部略偏西，属于罗阿讷区。

## 地理
格雷佐勒（45°51'48"N, 3°57'4"E）面积5.6 平方千米，位于法国奥弗涅-罗讷-阿尔卑斯大区卢瓦尔省，该省份为法国中南部省份，北起顺时针与索恩-卢瓦尔省、罗讷省、伊泽尔省、阿尔代什省、上盧瓦爾省、多姆山省和阿列省接壤。
与格雷佐勒接壤的市镇（或旧市镇、城区）包括：吕雷、瑞雷、圣于连多德、圣马丹拉索沃泰、苏泰尔农。

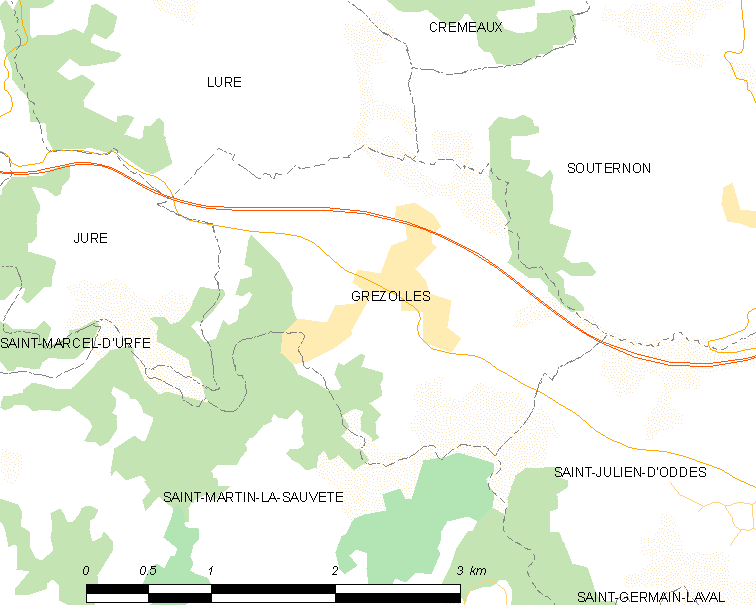
格雷佐勒的OSM定位图

格雷佐勒的时区为UTC+01:00、UTC+02:00（夏令时）。

## 行政
格雷佐勒的邮政编码为42260，INSEE市镇编码为42106。

## 政治
格雷佐勒所属的省级选区为利尼翁河畔博安县。

## 人口

1962-2008年间格雷佐勒人口变化图示

格雷佐勒于2022年1月1日时的人口数量为236人。

## 交通
卢瓦尔省省道D1线、D26线和D61线在境内交汇。法国国家A89号高速公路经过境内北部但未设出入口。